# ولادیمیر رودیموشکین
ولادیمیر رودیموشکین (روسی: Владимир Александрович Родимушкин؛ ۲۲ دسامبر ۱۹۲۱ – ۱۵ ژانویهٔ ۱۹۸۶) قایقران روئینگ اهل اتحاد جماهیر شوروی سوسیالیستی بود.
وی در مسابقات کشوری و بین‌المللی در مجموع برندهٔ ۳ مدال طلا، ۱ مدال نقره شده‌است.